# Alcobendas
Alcobendas là một đô thị trong Cộng đồng Madrid, Tây Ban Nha. Đô thị Alcobendas có diện tích 44,98 km², dân số theo điều tra năm 2010 của Viện thống kê quốc gia Tây Ban Nha là 110.080 người. Đô thị Alcobendas nằm ở khu vực có độ cao 669 mét trên mực nước biển. Thành phố có cự ly 13 km về phía bắc Madrid và cách sân bay quốc tế Barajas 7 km..